# 7632 Stanislav

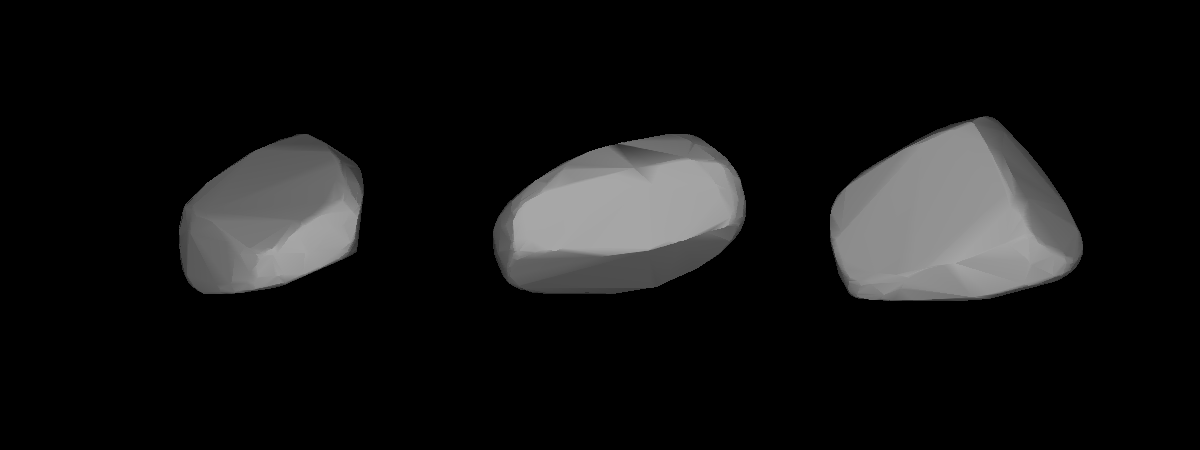
7632 Stanislav

7632 Stanislav eller 1982 UT5 är en asteroid i huvudbältet som upptäcktes den 20 oktober 1982 av den rysk-sovjetiska astronomen Ljudmila Karatjkina vid Krims astrofysiska observatorium på Krim. Den är uppkallad efter den ukrainske poeten Stanislav Telnjuk.
Asteroiden har en diameter på ungefär fem kilometer.